# Мёссинген
Мёссинген (нем. Mössingen) — город в Германии, районный центр, расположен в земле Баден-Вюртемберг. 
Подчинён административному округу Тюбинген. Входит в состав района Тюбинген.  Население составляет 20 039 человек (на 31 декабря 2010 года). Занимает площадь 50,05 км². Официальный код  —  08 4 16 025.
Город подразделяется на 6 городских районов.

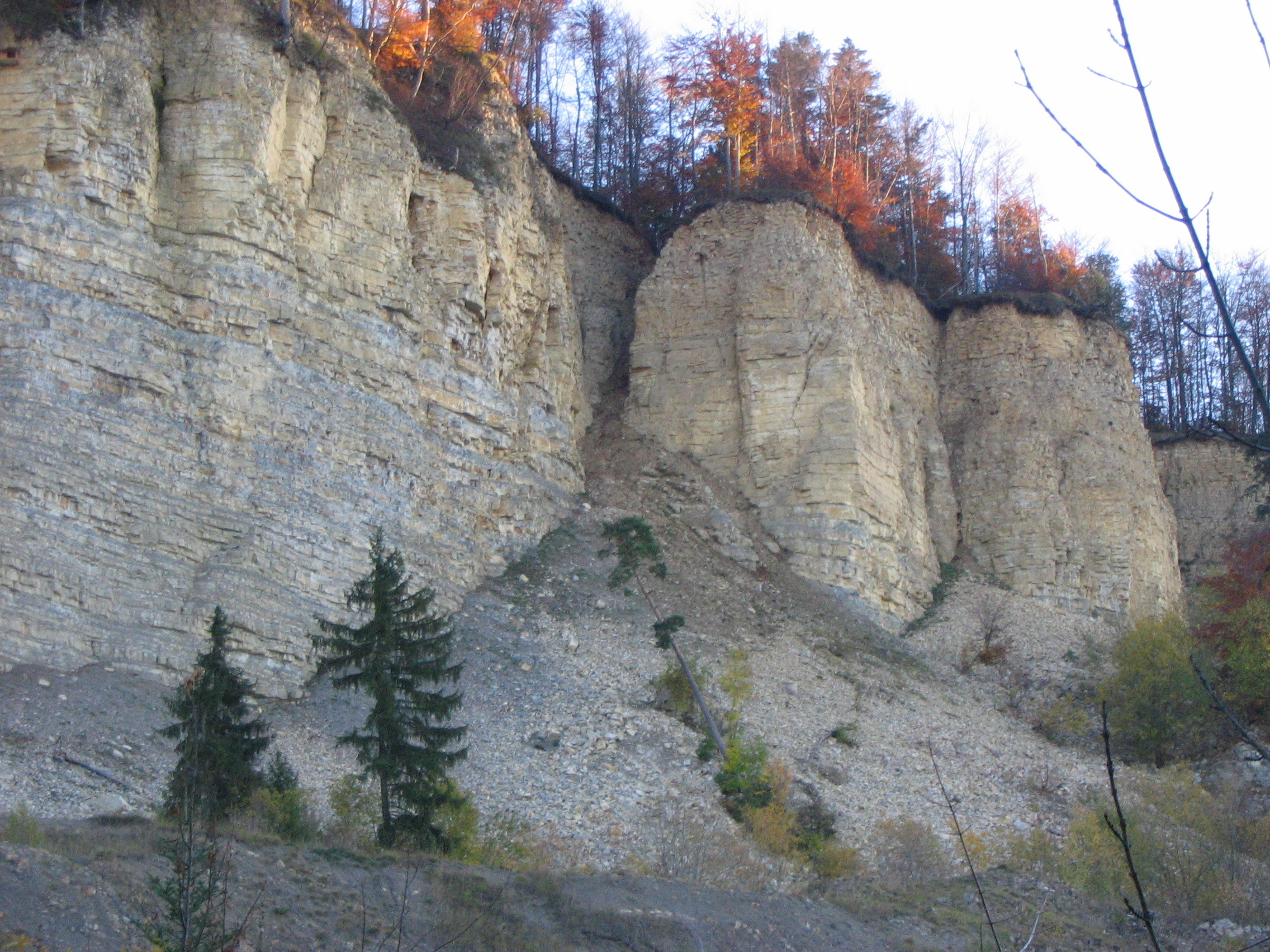
Мёссинген

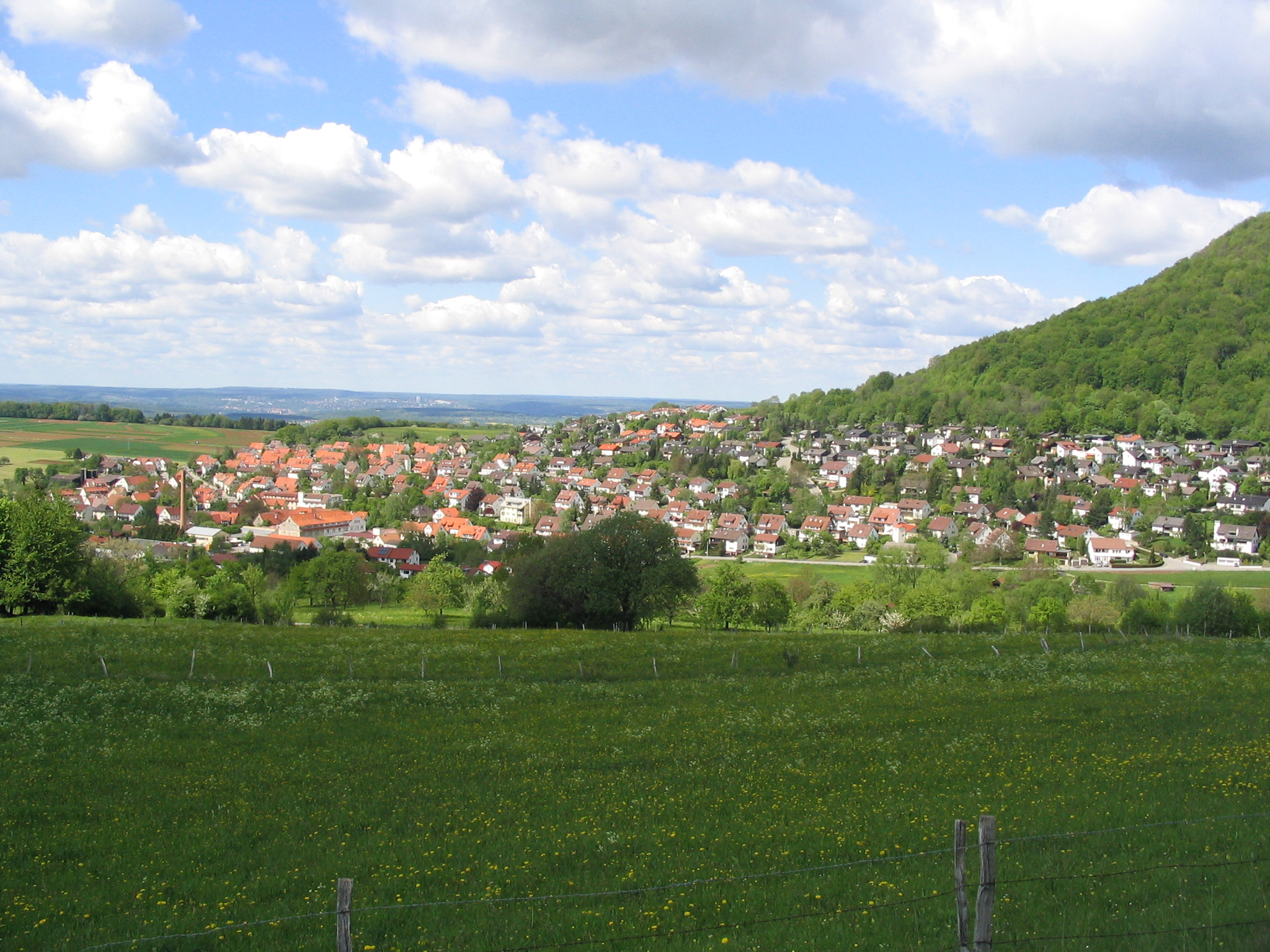
Мёссинген